# Jan Wierzbicki (tłumacz)

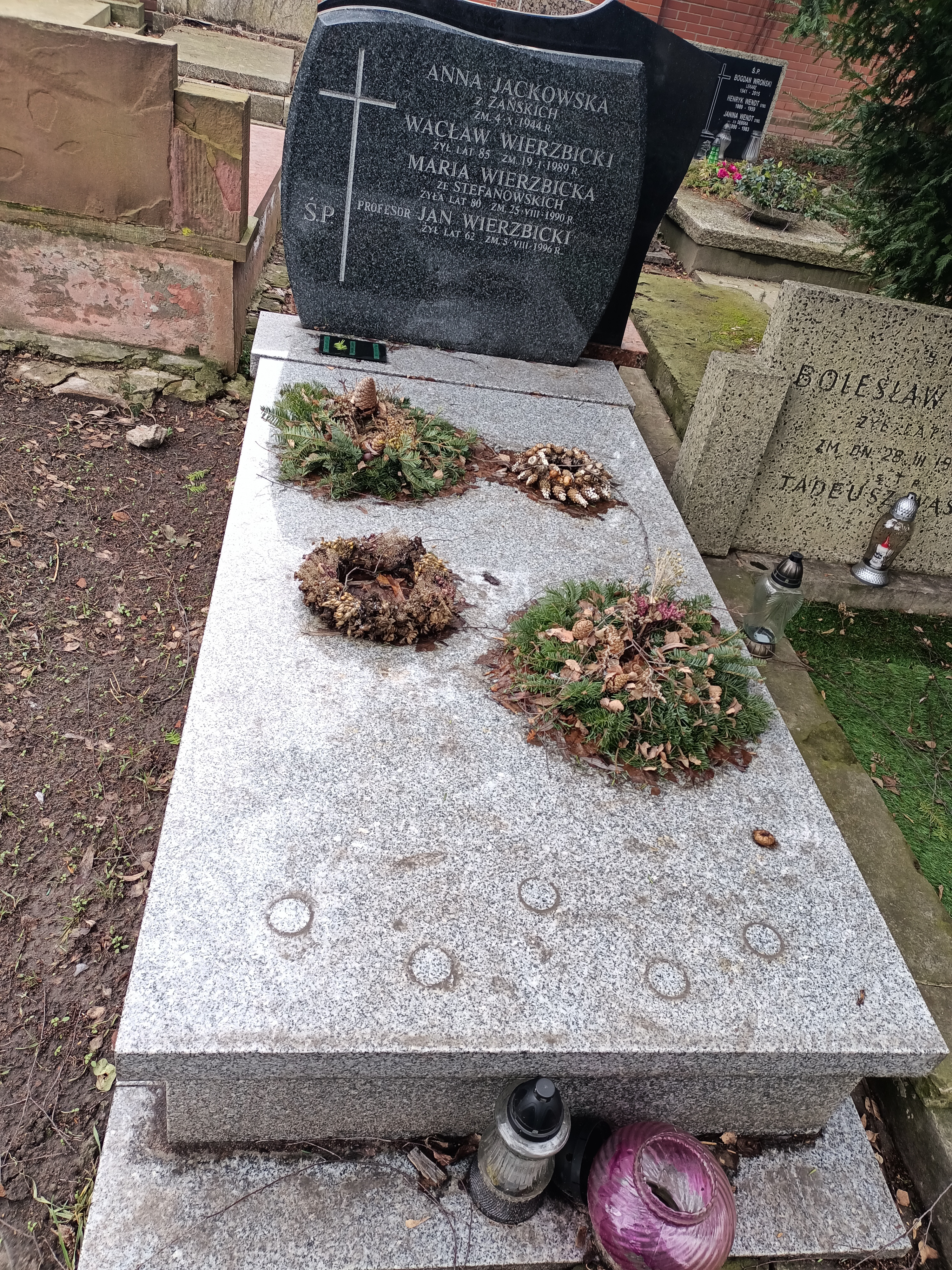
Grób profesora Jana Wierzbickiego na cmentarzu Powązkowskim w Warszawie

Jan Wierzbicki (ur. 7 czerwca 1934 w Zagnańsku-Wąsoszy, zm. 5 sierpnia 1996 w Lublanie) – slawista, literaturoznawca, profesor Uniwersytetu Warszawskiego, tłumacz literatury chorwackiej i serbskiej, dyrektor slawistyki Uniwersytetu Warszawskiego. Autor opracowań z zakresu literaturoznawstwa słowiańskiego, m.in. książek pt. Z dziejów chorwacko-polskich stosunków literackich w XIX wieku (1970) oraz Pożegnianie z Jugosławią. Szkice i portrety literackie (1992). Napisał również biografie Ivo Andricia i Miroslava Krležy. 
Spoczywa na cmentarzu Powązkowskim w Warszawie (kwatera 138a-5-12).